# Очняк ферульний
Очняк ферульний (Satyrus ferula) — вид денних метеликів з родини сонцевиків (Nymphalidae).

## Поширення
Вид поширений у Південній Європі, Марокко, Туреччині, Ірані, Середній Азії, Забайкаллі, на заході Китаю та у Гімалаях. В Україні трапляється на півдні країни — у степовій зоні та Криму.

## Опис
Довжина переднього крила 25-30 мм. Верхня площина крил темно-коричнева з фіолетовим відтінком. У верхньому кутку передніх крил розташовані два яскраво виражених темних вічка з білими крапками всередині і двома білими цятками між ними. На нижній площині верхніх крил розташоване одне темне вічко з білою крапкою посередині.

## Спосіб життя
Метеликів можна спостерігати з червня по серпень. Трапляються на степових ділянках з чагарниками злаків, схилах балок з степовою рослинністю, кам'яних схилах гір, солончаках. Кормовими рослина гусениць є різні злаки: ковила, костриця, стоколос, щучник дернистий.